# Драган Ристић (стрелац)
Драган Ристић (Крагујевац, 1978) је српски параолимпијски стрелац. Такмичи се у дисциплинама са ваздушном пушком.
На Светским првенствима има три златне и две сребрне медаље. Такође је освојио и злато на Европском првенству 2018. године.
Освојио је златну медаљу за Србију на Параолимпијским играма у Токију 2020. године у дисциплини ваздушна пушка 10 метара микс. Само пар дана касније, освојио је још једно олимпијско злато у дисциплини ваздушна пушка 50 метара, уједно је поставио параолимпијски рекорд од 252.7.
На Параолимпијским играма 2024. године одржаним у Паризу, Драган Ристић је освојио пето место у финалу дисциплине Р5 (класа СХ2), ваздушна пушка, 10 метара, лежећи положај, мешовито. Он је у финалу ОИ у Шатеру постигао 189,4 круга, мада је раније у квалификацијама освојио прво место након постигнутих 638,4 круга.

## Награде

### Друге награде
- 2022: Награда Браћа Карић